# 乙酰丙酮镥
乙酰丙酮镥是一种配位化合物，化学式为Lu(C5H7O2)3，或简写为Lu(acac)3，它和乙酰丙酮镱同构。它可由三烷氧基镧和乙酰丙酮反应制得。
它的二水合物和邻菲啰啉（phen）或2,2'-联吡啶（dipy）在乙醇溶液中回流，可以得到混合配体配合物Lu(acac)3(phen)和Lu(caca)3(dipy)。